# ジジ (小説)
ジジ（Gigi, 発音: [ʒi.ʒi]）は、フランスの作家コレットによる1944年の短編小説である。クルチザンヌ（高級娼婦）としてのキャリアを積もうとするパリの少女ジジと、彼女と恋愛し後に結婚する裕福な文化人ガストンの関係を描いている。
この小説は、アンリ・ルテリエ（ル・ジュルナルの発行人で、ドーヴィル市長）の妻ヨラ・ルテリエの生涯に着想を得て書かれたものである。

## 翻案
1949年、ダニエル・ドロルムとギャビー・モルレーの主演によりフランスで映画化された。
1959年、アニタ・ルース脚本によりブロードウェイで舞台化された。コレットは、まだ無名だったオードリー・ヘプバーンを見出し、この作品の主役に抜擢した。ジジの叔母のアリシアを演じたキャスリーン・ネスビットは、ヘプバーンの演技の師匠となった。1951年11月24日にブロードウェイのフルトン劇場で初演され、1953年5月末まで219回公演された。ヘプバーンはシアターワールド賞を受賞した。
1958年にはミュージカル映画化された（日本公開時のタイトルは『恋の手ほどき』）。主演はレスリー・キャロンで、アラン・ジェイ・ラーナーが脚本を、ラーナーとフレデリック・ロウが音楽を担当し、アカデミー作品賞を受賞した。1973年、ラーナーとロウはこの映画をミュージカルに改作した。ミュージカルは不成功に終わったが、2015年にブロードウェイで再演された。